# Matilda Koen-Sarano
Matilda Koen-Sarano (en hebreo: מתילדה כהן-סראנו; Milán, Italia, 31 de julio de 1939-Israel, 4 de junio de 2024) fue una escritora israelí, de padres judíos turcos. Fue una de las escritoras más conocidas y prolíficas en judeoespañol.

## Biografía
Nació en Milán en 1939, en una familia sefardí originaria de Turquía. Su abuelo, Moshe, nació en Bergama en 1874. Sus padres, Alfredo Sarano y Diana Hadjes, ambos eran originarios de Aydin, también en Turquía. Su padre vivió en Rodas hasta 1925, mientras su madre residió en Esmirna hasta 1938, cuando emigraron a Italia, donde se casó y estableció su residencia en Milán en ese mismo año. Durante la Segunda Guerra Mundial, la familia se escondió en las montañas italianas, huyendo de la persecución nazi. Alfredo Sarano, su padre, fue el secretario de la Comunidad Judía de Milán desde 1945 hasta 1969. Matilda se casó con Aaron Koen y la pareja emigró a Israel en 1960.

## Carrera
Matilda estudió en la Escuela Comunitaria Judía de Milán, y también estudió lenguas en la Universidad Bocconi de Milán y también Literatura italiana y Literatura y folclore judeoespañol en la Universidad Hebrea de Jerusalén.
En el verano de 1979, participó en el seminario para productores radiofónicos en idioma judeoespañol organizado por Kol Israel. Esto despertó en ella el deseo de escribir en esta lengua y enfocarse en todo lo que vivió desde su niñez en este idioma. Para conseguirlo, comenzó a entrevistar a varias personas de diferentes comunidades sefardíes del mundo que hablasen este idioma, para registrar y almacenar centenares de cuentos e historias tradicionales. Además, esta actividad la hizo retornar al entorno académico, ya como investigadora. Su primer libro, producto de estas primeras investigaciones, fue un libro de cuentos tradicionales sefardíes, titulado Kuentos del Folklor de la Famiya Djudeo-Espanyola (Cuentos tradicionales de la familia judeoespañola) y publicado en 1986 en Jerusalén.
En abril de 2009 publicó su libro más reciente, “Kon bayles i kantes, Sefaradis de dor en dor” (Con bailes y canciones, sefardíes de generación en generación).
Koen-Sarano impartió clases de judeoespañol en la Universidad Ben-Gurion del Néguev desde 1996 y además, impartió un curso para profesores de judeoespañol, organizado por la Autoridad Nacional del Ladino y su Cultura, en Jerusalén, desde 1998. También, era la redactora jefe del noticiero en judeoespañol de la radio Kol Israel

## Vida personal
Era madre de tres hijos y abuela de ocho nietos. Su hija, Liora Kalman, es la coautora del libro Gizar kon gozo.

## Obras

### Libros de cuentos
- Kuentos del folklor de la famiya djudeo-espanyola + kaseta de kuentos. Kana, Jerusalén, 1986 (en judeoespañol)(en hebreo)
- Djohá ke dize?, Kana, Jerusalén, 1991 (en judeoespañol)(en hebreo)
- Konsejas i konsejikas del mundo djudeo-espanyol, Kana, Jerusalén, 1994 (en judeoespañol)(en hebreo)
- Lejendas i kuentos morales de la tradisión djudeo-espanyola, Nur, Jerusalén, 1999. (en judeoespañol)(en hebreo)
- Sipuré Eliau Anaví, kon notas de Shifra Safra, Midrashiat Amalia, Jerusalén, 1993-4 (en judeoespañol)(en hebreo)
- De Saragoza a Yerushaláyim, Ibercaja, Zaragoza, 1995
- Storie di Giochà, en dos ediciones: una para escuelas (1991) y otra para el público en general. Sansoni, Firenze, 1990 (en italiano)
- Le storie del re Salomone. Sansoni, Firenze, 1993. (en italiano)
- King Solomon and the Golden Fish, kon notas sientífikas de Reginetta Haboucha, Wayne State University Press, Detroit, Míchigan, 2004. (en inglés) (en judeoespañol)
- Ritmo antiko, poezías i kantigas, Edisión de la Autora. Jerusalén, 2005 (en judeoespañol)(en hebreo)
- Por el plazer de kontar - Kuentos de mi vida. Selection of stories. Nur Afakot. Jerusalén, 2006. (en judeoespañol)
- Kuentos salados djudeo-espanyoles, Editorial Capitelum, Valencia, 2000. (en judeoespañol)
- Folktales of Joha, Jewish Trickster. Translation to by David Herman, Jewish Publication Society, Philadelphia 2003. (en inglés)(en judeoespañol)
- El kurtijo enkantado, Kuentos populares djudeo-espanyoles. Nur Hafakot, Jerusalén, 2003. (en judeoespañol)(en hebreo)
- Kuentos del bel para abasho” Kuentos djudeo-espanyoles, Ed. Shalom, Estambul, 2005. (en judeoespañol)
- Kon bayles i kantes, Sefaradis de dor en dor. Estambul, 2009. (en judeoespañol)
- Vejés liviana, kuentos djudeo-espanyoles. Nur Hafakot, Jerusalén, 2006. (en judeoespañol)(en hebreo)

### Diccionarios
- Diksionario Ebreo-Djudeo-Espanyol (Ladino), Djudeo-Espanyol (Ladino)-Ebreo. Zak, Jerusalén, (2010). (en judeoespañol)(en hebreo)

### Audiolibros
- Viní kantaremos, koleksión de kantes djudeo-espanyoles, Edisión de la Autora, Jerusalén, 1993. Tresera edisión 2003, kuartena edisión 2006.
- Jewish Ladino Songs, Hataklit, Ramat-Gan, 1993 (five stories in Ladino) Narration by Matilda Koén-Sarano, music by Hayim Tsur.
- 'Nostaljía, Hataklit, Ramat-Gan, 1995 (18 stories in ladino. Narration by Matilda Koén-Sarano, music by Hayim Tsur.
- Sefaradís de dor en dor (las kantigas de la komedia muzikal), narrated by Matilda Koén-Sarano; music by Hayim Tsur. Hataklit, 1999.
- Di ke no es tadre, 14 new stories in Ladino. Narró Matilda Koén-Sarano, música de Avraham Reuveni. Jerusalén, 2002.
- Guerta muzikal: Koleksión de piezas muzikales djudeo-espanyolas, (Sefaradís de dor en dor, Music Comedy and Radio adaptation; Maridos i mujeres, Mil i un Djohá, El novio imajinario i Tres ermanikas). Matilda Koén-Sarano, Moshé Bahar, Hayim Tsur and Avraham Reuveni. Jerusalén, 2002. (en judeoespañol)

### Guiones
- Sefaradís de dor en dor, music soap opera. Music by Hayim Tsur. Israeli Ministry for Education and Culture, Jerusalén. 1997. Adapted for the Radio in 1999.
- Mil i un Djohá, komedia muzikal (múzika de Hayim Tsur), Edisión de la Autora, Jerusalén1998.
- Maridos i mujeres, radio soap opera in 12 sketches, music by Hayim Tsur, Edisión de la Autora. Jerusalén, 2000.
- Tres ermanikas, komedia radiofónika, music of Hayim Tsur, Edisión de la Autora. Jerusalén, 2000 (in Ladino). Adaptado en una obra en 2004.

### Material didáctico para cursos
- Kurso de Djudeo-Espanyol (Ladino) para Prinsipiantes, Universidad Ben-Gurión del Néguev, 1999.
- Kurso de Djudeo-Espanyol (Ladino) para Adelantados, Universidad Ben-Gurión del Néguev, 1999.
- Kon Maymon Benchimol, Vokabulario Djudeo- Espanyol (Ladino) - Ebreo; Ebreo -Djudeo-Espanyol (Ladino), Universidad Ben-Gurión del Néguev, 1999.
- Tabelas de verbos en Djudeo-Espanyol (Ladino), Ed. de la Autora. Jerusalén, 1999.

### Libros de cocina
- Gizar Kon Gozo. Escrito conjuntamente con Liora Kelman. S. Zak. Jerusalén, 2010